# 아카데미 편집상
아카데미 편집상(Academy Award for Best Film Editing)은 아카데미상의 부문 중 하나로, 제일 뛰어난 영화 편집을 한 인물에게 수여된다.

## 수상작 목록

### 1930년대
| 연도                                        | 작품                         | 편집자 |
| ------------------------------------------- | ---------------------------- | ------ |
| 1934 (7회)                                  |                              |        |
| 《에스키모》                                | 콘래드 A. 너비그             |        |
| 《클레오파트라》                            | Anne Bauchens                |        |
| 《원 나잇 오브 러브》                       | 진 밀퍼드                    |        |
| 1935 (8회)                                  |                              |        |
| 《한여름 밤의 꿈》                          | 랠프 도슨                    |        |
| 《데이빗 코퍼필드》                         | 로버트 J. 컨                 |        |
| 《밀고자》                                  | 조지 하이블리                |        |
| 《레 미제라블》                             | 바버라 매클레인              |        |
| 《어느 벵갈 기병의 삶》                     | Ellsworth Hoagland           |        |
| 《바운티 호의 반란》                        | 마거릿 부스                  |        |
| 1936 (9회)                                  |                              |        |
| 《안소니 에드버즈》                         | 랠프 도슨                    |        |
| 《컴 앤 겟 잇 Come and Get It》             | 에드워드 커티스              |        |
| 《위대한 지그펠드》                         | 윌리엄 S. 그레이             |        |
| 《런던의 로이드 Lloyd's of London》         | 바버라 매클레인              |        |
| 《두 도시 이야기》                          | 콘래드 A. 너비그             |        |
| 《시어도라 고즈 와일드 Theodora Goes Wild》 | 오토 마이어                  |        |
| 1937 (10회)                                 |                              |        |
| 《잃어버린 지평선》                         | 진 해블릭, 진 밀퍼드         |        |
| 《이혼 소동》                               | 앨 클라크                    |        |
| 《굿바이 마이 라이프》                      | 엘모 베런                    |        |
| 《대지》                                    | 배질 랭글                    |        |
| 《오케스트라의 소녀》                       | 버나드 W. 버턴               |        |
| 1938 (11회)                                 |                              |        |
| 《로빈 훗의 모험》                          | 랠프 도슨                    |        |
| 《알렉산더의 랙타임 밴드》                  | 바버라 매클레인              |        |
| 《위대한 왈츠 The Great Waltz》             | 톰 헬드                      |        |
| 《테스트 파일럿 Test Pilot》                | 톰 헬드                      |        |
| 《우리 집의 낙원》                          | 진 해블릭                    |        |
| 1939 (12회)                                 |                              |        |
| 《바람과 함께 사라지다》                    | 핼 C. 컨, 제임스 E. 뉴컴     |        |
| 《굿바이 미스터 칩스》                      | 찰스 프렌드                  |        |
| 《스미스씨 워싱턴에 가다》                  | 진 해블릭, 앨 클라크         |        |
| 《비가 온다 The Rains Came》                | 바버라 매클레인              |        |
| 《역마차》                                  | Otho Lovering, 도러시 스펜서 |        |

### 1940년대
| 연도                                                      | 작품                           | 편집자 |
| --------------------------------------------------------- | ------------------------------ | ------ |
| 1940 (13회)                                               |                                |        |
| 《노스 웨스트 마운티드 폴리스 North West Mounted Police》 | Anne Bauchens                  |        |
| 《분노의 포도》                                           | 로버트 L. 심슨                 |        |
| 《편지》                                                  | 워런 로                        |        |
| 《머나먼 항해》                                           | 셔먼 토드                      |        |
| 《레베카》                                                | 핼 C. 컨                       |        |
| 1941 (14회)                                               |                                |        |
| 《요크 상사》                                             | 윌리엄 홈스                    |        |
| 《시민 케인》                                             | 로버트 와이즈                  |        |
| 《지킬 박사와 하이드 씨》                                 | 해럴드 F. 크레스               |        |
| 《나의 계곡은 푸르렀다》                                  | 제임스 B. 클라크               |        |
| 《작은 여우들》                                           | Daniel Mandell                 |        |
| 1942 (15회)                                               |                                |        |
| 《야구왕 루 게릭》                                        | Daniel Mandell                 |        |
| 《미니버 부인》                                           | 해럴드 F. 크레스               |        |
| 《사랑의 별장》                                           | 오토 마이어                    |        |
| 《디스 어보브 올 This Above All》                         | Walter Thompson                |        |
| 《성조기의 행진》                                         | 조지 에이미                    |        |
| 1943 (16회)                                               |                                |        |
| 《에어포스》                                              | 조지 에이미                    |        |
| 《카사블랑카》                                            | 오언 마크스                    |        |
| 《5개의 무덤》                                            | Doane Harrison                 |        |
| 《누구를 위하여 종은 울리나》                             | 셔먼 토드, 존 F. 링크 시니어   |        |
| 《베르나데트의 노래》                                     | 바버라 매클레인                |        |
| 1944 (17회)                                               |                                |        |
| 《윌슨》                                                  | 바버라 매클레인                |        |
| 《나의 길을 가련다》                                      | 리로이 스톤                    |        |
| 《제이니 Janie》                                          | 오언 마크스                    |        |
| 《단지 외로움을 아는 자만이 None but the Lonely Heart》   | 롤런드 그로스                  |        |
| 《님은 가시고》                                           | 핼 C. 컨, 제임스 E. 뉴컴       |        |
| 1945 (18회)                                               |                                |        |
| 《녹원의 천사》                                           | 로버트 J. 컨                   |        |
| 《세인트 메리의 종》                                      | 해리 마커                      |        |
| 《잃어버린 주말》                                         | Doane Harrison                 |        |
| 《오브젝티브 버마 Objective, Burma!》                     | 조지 에이미                    |        |
| 《송 투 리멤버》                                          | 찰스 넬슨                      |        |
| 1946 (19회)                                               |                                |        |
| 《우리 생애 최고의 해》                                   | Daniel Mandell》'              |        |
| 《멋진 인생》                                             | 윌리엄 혼벡                    |        |
| 《졸슨 스토리》                                           | 윌리엄 A. 라이언               |        |
| 《살인자들》                                              | 아서 힐턴                      |        |
| 《애정》                                                  | 해럴드 F. 크레스               |        |
| 1947 (20회)                                               |                                |        |
| 《육체와 영혼》                                           | 프랜시스 라이언, 로버트 패리시 |        |
| 《주교의 부인》                                           | 모니카 콜링우드                |        |
| 《신사협정》                                              | 하먼 존스                      |        |
| 《파도》                                                  | 조지 화이트                    |        |
| 《심야의 탈출》                                           | 퍼거스 맥도널                  |        |
| 1948 (21회)                                               |                                |        |
| 《네이키드 시티》                                         | 폴 웨더왁스                    |        |
| 《잔 다르크》                                             | 프랭크 설리번                  |        |
| 《조니 벨린다》                                           | David Weisbart                 |        |
| 《붉은 강》                                               | Christian Nyby                 |        |
| 《분홍신》                                                | 레지널드 밀스                  |        |
| 1949 (22회)                                               |                                |        |
| 《챔피언》                                                | 해리 W. 거스테드               |        |
| 《모두가 왕의 부하들》                                    | 로버트 패리시, 앨 클라크       |        |
| 《배틀그라운드》                                          | 존 더닝                        |        |
| 《이오지마의 모래》                                       | 리처드 L. 밴엥거               |        |
| 《더 윈도우 The Window》                                  | 프레더릭 누트슨                |        |

### 1950년대
| 연도                         | 작품                                       | 편집자 |
| ---------------------------- | ------------------------------------------ | ------ |
| 1950 (23회)                  |                                            |        |
| 《솔로몬 왕의 보고》         | 콘래드 A. 너비그                           |        |
| 《이브의 모든 것》           | 바버라 매클레인                            |        |
| 《애니여 총을 잡아라》       | 제임스 E. 뉴컴                             |        |
| 《선셋 대로》                | 아서 P. 슈밋, Doane Harrison               |        |
| 《제3의 사나이》             | 오스발트 하펜리히터                        |        |
| 1951 (24회)                  |                                            |        |
| 《젊은이의 양지》            | 윌리엄 혼벡                                |        |
| 《파리의 아메리카인》        | Adrienne Fazan                             |        |
| 《반역》                     | 도러시 스펜서                              |        |
| 《쿼바디스》                 | 랠프 E. 윈터스                             |        |
| 《우물 The Well》            | 체스터 셰이퍼                              |        |
| 1952 (25회)                  |                                            |        |
| 《하이 눈》                  | 엘모 윌리엄스, 해리 W. 거스테드》'         |        |
| 《사랑하는 시바여 돌아오라》 | 워런 로                                    |        |
| 《플랫 탑 Flat Top》         | 윌링머 오스틴                              |        |
| 《지상 최대의 쇼》           | Anne Bauchens                              |        |
| 《물랑 루즈》                | 랠프 켐플런                                |        |
| 1953 (26회)                  |                                            |        |
| 《지상에서 영원으로》        | 윌리엄 A. 라이언                           |        |
| 《신들린 다리》              | 어빈 "코튼" 워버턴                         |        |
| 《푸른 달》                  | Otto Ludwig                                |        |
| 《로마의 휴일》              | 로버트 스윙크                              |        |
| 《우주 전쟁》                | 에버렛 더글러스                            |        |
| 1954 (27회)                  |                                            |        |
| 《워터프론트》               | 진 밀퍼드                                  |        |
| 《해저 2만리》               | 엘모 윌리엄스                              |        |
| 《케인호의 반란》            | 윌리엄 A. 라이언, 헨리 바티스타            |        |
| 《비상착륙》                 | 랠프 도슨                                  |        |
| 《7인의 신부》               | 랠프 E. 윈터스                             |        |
| 1955 (28회)                  |                                            |        |
| 《피크닉》                   | 찰스 넬슨, 윌리엄 A. 라이언                |        |
| 《폭력 교실》                | 페리스 웹스터                              |        |
| 《원한의 도곡리 다리》       | 앨마 매크로리                              |        |
| 《오클라호마 Oklahoma!》     | Gene Ruggiero, 조지 봄러                   |        |
| 《장미 문신》                | 워런 로                                    |        |
| 1956 (29회)                  |                                            |        |
| 《80일간의 세계 일주》       | Gene Ruggiero, 폴 웨더왁스                 |        |
| 《더 브레이브 원》           | 메릴 G. 화이트                             |        |
| 《자이언트》                 | 윌리엄 혼벡, 필립 W. 앤더슨, 프레드 보해넌 |        |
| 《상처뿐인 영광》            | 앨버트 액스트                              |        |
| 《십계》                     | Anne Bauchens                              |        |
| 1957 (30회)                  |                                            |        |
| 《콰이 강의 다리》           | 피터 테일러                                |        |
| 《OK 목장의 결투》           | 워런 로                                    |        |
| 《팔 조이》                  | 바이올라 로런스, 제롬 톰스                 |        |
| 《사요나라》                 | 아서 P. 슈밋, 필립 W. 앤더슨               |        |
| 《검찰 측 증인》             | Daniel Mandell                             |        |
| 1958 (31회)                  |                                            |        |
| 《지지》                     | Adrienne Fazan》'                          |        |
| 《앤티 맘》                  | 윌리엄 H. 지글러                           |        |
| 《카우보이》                 | 윌리엄 A. 라이언, 앨 클라크                |        |
| 《흑과 백》                  | 프레더릭 누트슨                            |        |
| 《나는 살고 싶다》           | 윌리엄 혼벡                                |        |
| 1959 (32회)                  |                                            |        |
| 《벤허》                     | 랠프 E. 윈터스, 존 D. 더닝                 |        |
| 《살인의 해부》              | 루이스 R. 레플러                           |        |
| 《북북서로 진로를 돌려라》   | 조지 토마시니                              |        |
| 《파계》                     | 월터 톰슨                                  |        |
| 《그날이 오면》              | 프레더릭 누트슨                            |        |

### 1960년대
| 연도                                | 작품                                                             | 편집자 |
| ----------------------------------- | ---------------------------------------------------------------- | ------ |
| 1960 (33회)                         |                                                                  |        |
| 《아파트를 빌려드립니다》           | Daniel Mandell                                                   |        |
| 《알라모》                          | 스튜어트 길모어                                                  |        |
| 《신의 법정》                       | 프레더릭 누트슨                                                  |        |
| 《페페》                            | 바이올라 로런스, 앨 클라크                                       |        |
| 《스파르타쿠스》                    | 로버트 로런스                                                    |        |
| 1961 (34회)                         |                                                                  |        |
| 《웨스트 사이드 스토리》            | 토머스 스탠퍼드                                                  |        |
| 《패니》                            | 윌리엄 H. 레이놀즈                                               |        |
| 《나바론의 요새》                   | 앨런 오즈비스턴                                                  |        |
| 《뉘른베르크 재판》                 | 프레더릭 누트슨                                                  |        |
| 《페어런트 트랩》                   | 필립 W. 앤더슨                                                   |        |
| 1962 (36회)                         |                                                                  |        |
| 《아라비아의 로렌스》               | 앤 V. 코츠                                                       |        |
| 《지상 최대의 작전》                | 새뮤얼 E. 비틀리                                                 |        |
| 《맨츄리안 켄디데이트》             | 페리스 웹스터                                                    |        |
| 《뮤직 맨》                         | 윌리엄 H. 지글러                                                 |        |
| 《바운티 호의 반란》                | 존 맥스위니 주니어                                               |        |
| 1963 (36회)                         |                                                                  |        |
| 《서부 개척사》                     | 해럴드 F. 크레스                                                 |        |
| 《더 카디널》                       | 루이스 R. 레플러                                                 |        |
| 《클레오파트라》                    | 도러시 스펜서                                                    |        |
| 《대탈주》                          | 페리스 웹스터                                                    |        |
| 《매드 매드 대소동》                | 프레더릭 누트슨 (posthumously), 로버트 C. 존스, 진 파울러 주니어 |        |
| 1964 (37회)                         |                                                                  |        |
| 《메리 포핀스》                     | 코튼 워버턴                                                      |        |
| 《베킷》                            | 앤 V. 코츠                                                       |        |
| 《파더 구즈》                       | 테드 J. 켄트                                                     |        |
| 《허쉬...허쉬, 스윗 샬롯》          | Michael Luciano                                                  |        |
| 《마이 페어 레이디》                | 윌리엄 H. 지글러                                                 |        |
| 1965 (38회)                         |                                                                  |        |
| 《사운드 오브 뮤직》                | 윌리엄 H. 레이놀즈                                               |        |
| 《캣 벌루》                         | 찰스 넬슨                                                        |        |
| 《의사 지바고》                     | 노먼 새비지                                                      |        |
| 《피닉스》                          | Michael Luciano                                                  |        |
| 《그레이트 레이스》                 | 랠프 E. 윈터스                                                   |        |
| 1966 (39회)                         |                                                                  |        |
| 《그랑프리》                        | 프레드릭 스타인캠프, 헨리 버먼, 스튜어트 린더, 프랭크 샌틸로     |        |
| 《마이크로 결사대》                 | 윌리엄 B. 머피                                                   |        |
| 《러시안스》                        | 핼 애슈비, J. 테리 윌리엄스                                      |        |
| 《산파블로》                        | 윌리엄 H. 레이놀즈                                               |        |
| 《누가 버지니아 울프를 두려워하랴》 | 샘 오스틴                                                        |        |
| 1967 (40회)                         |                                                                  |        |
| 《밤의 열기 속으로》                | 핼 애슈비                                                        |        |
| 《Beach Red》                       | 프랭크 P. 켈러                                                   |        |
| 《The Dirty Dozen》                 | Michael Luciano                                                  |        |
| 《닥터 두리틀》                     | 새뮤얼 E. 비틀리, 마저리 파울러                                  |        |
| 《초대받지 않은 손님》              | 로버트 C. 존스                                                   |        |
| 1968 (41회)                         |                                                                  |        |
| 《블리트》                          | 프랭크 P. 켈러                                                   |        |
| 《화니 걸》                         | 로버트 스윙크, 모리 와인트로브, 윌리엄 샌즈                      |        |
| 《별난 커플》                       | 프랭크 브랙트                                                    |        |
| 《올리버》                          | 랠프 켐플런                                                      |        |
| 《와일드 인 더 스트리트》           | 프레드 R. Feitshans 주니어, 이브 뉴먼                            |        |
| 1969 (42회)                         |                                                                  |        |
| 《제트》                            | 프랑수아즈 보노                                                  |        |
| 《헬로 돌리!》                      | 윌리엄 H. 레이놀즈                                               |        |
| 《미드나잇 카우보이》               | 휴 A. 로버트슨                                                   |        |
| 《산타 비토리아의 비밀》            | 윌리엄 A. 라이언, 얼 허던                                        |        |
| 《그들은 말을 쏘았다》              | 프레드릭 스타인캠프                                              |        |

### 1970년대
| 연도                           | 작품                                                           | 편집자 |
| ------------------------------ | -------------------------------------------------------------- | ------ |
| 1970 (43회)                    |                                                                |        |
| 《패튼 대전차 군단》           | 휴 S. 파울러                                                   |        |
| 《에어포트》                   | 스튜어트 길모어                                                |        |
| 《매시》                       | 댄퍼드 B. 그린                                                 |        |
| 《도라 도라 도라》             | 제임스 E. 뉴컴, 펨브로크 J. 헤링, 이노우에 지카야              |        |
| 《우드스톡》                   | 셀마 스쿤메이커                                                |        |
| 1971 (44회)                    |                                                                |        |
| 《프렌치 커넥션》              | 제럴드 B. 그린버그                                             |        |
| 《안드로메다의 위기》          | 스튜어트 길모어 (posthumously), 존 W. 홈스                     |        |
| 《시계태엽 오렌지》            | 빌 버틀러                                                      |        |
| 《코치》                       | 랠프 E. 윈터스                                                 |        |
| 《42년의 여름》                | 폴마르 블랑스테드                                              |        |
| 1972 (45회)                    |                                                                |        |
| 《카바레》                     | David Bretherton》'                                            |        |
| 《서바이벌 게임》              | 톰 프리스틀리                                                  |        |
| 《대부》                       | 윌리엄 H. 레이놀즈, 피터 지너                                  |        |
| 《핫 락》                      | 프랭크 P. 켈러, 프레드 W. 버거                                 |        |
| 《포세이돈 어드벤처》          | 해럴드 F. 크레스                                               |        |
| 1973 (46회)                    |                                                                |        |
| 《스팅》                       | 윌리엄 H. 레이놀즈                                             |        |
| 《청춘 낙서》                  | 버나 필즈, 마샤 루커스                                         |        |
| 《자칼의 날》                  | 랠프 켐플런                                                    |        |
| 《엑소시스트》                 | Jordan Leondopoulos, 버드 S. 스미스, 에번 A. 로트먼, 노먼 게이 |        |
| 《갈매기의 꿈》                | 프랭크 P. 켈러, 제임스 갤러웨이                                |        |
| 1974 (47회)                    |                                                                |        |
| 《타워링》                     | 해럴드 F. 크레스, 칼 크레스                                    |        |
| 《불타는 안장》                | 존 C. 하워드, 댄퍼드 B. 그린                                   |        |
| 《차이나타운》                 | 샘 오스틴                                                      |        |
| 《대지진》                     | 도러시 스펜서                                                  |        |
| 《터치 다운》                  | Michael Luciano                                                |        |
| 1975 (48회)                    |                                                                |        |
| 《죠스》                       | 버나 필즈                                                      |        |
| 《뜨거운 오후》                | 디디 앨런                                                      |        |
| 《왕이 되려던 사나이》         | 러셀 로이드                                                    |        |
| 《뻐꾸기 둥지 위로 날아간 새》 | 리처드 추, 린지 클링먼, 셸던 칸                                |        |
| 《콘돌》                       | 프레드릭 스타인캠프, Don Guidice                               |        |
| 1976 (49회)                    |                                                                |        |
| 《록키》                       | 리처드 홀지, 스콧 콘래드                                       |        |
| 《모두가 대통령의 사람들》     | 로버트 L. 울프                                                 |        |
| 《바운드 포 글로리》           | 로버트 C. 존스, 펨브로크 J. 헤링                               |        |
| 《네트워크》                   | 앨런 하임                                                      |        |
| 《2분 경고》                   | 이브 뉴먼, 월터 하너먼                                         |        |
| 1977 (50회)                    |                                                                |        |
| 《스타워즈》                   | 폴 허시, 마샤 루커스, 리처드 추                                |        |
| 《미지와의 조우                | 마이클 칸                                                      |        |
| 《줄리아》                     | 월터 머치                                                      |        |
| 《스모키 밴디트》              | 월터 하너먼, 앤절로 로스                                       |        |
| 《터닝 포인트》                | 윌리엄 H. 레이놀즈                                             |        |
| 1978 (51회)                    |                                                                |        |
| 《디어 헌터》                  | 피터 지너                                                      |        |
| 《브라질에서 온 소년》         | 로버트 E. 스윙크                                               |        |
| 《귀향》                       | 존 지머먼                                                      |        |
| 《미드나잇 익스프레스》        | 제리 햄블링                                                    |        |
| 《슈퍼맨》                     | 스튜어트 베어드                                                |        |
| 1979 (52회)                    |                                                                |        |
| 《올 댓 재즈》                 | 앨런 하임                                                      |        |
| 《지옥의 묵시록》              | 리처드 마크스, 월터 머치, 제럴드 B. 그린버그, 리사 프룩트먼    |        |
| 《검은 종마》                  | 로버트 댈바                                                    |        |
| 《크레이머 대 크레이머》       | 제럴드 B. 그린버그                                             |        |
| 《로즈》                       | 로버트 L. 울프, C. 티머시 오미라                               |        |

### 1980년대
| 연도                          | 작품                                                               | 편집자 |
| ----------------------------- | ------------------------------------------------------------------ | ------ |
| 1980 (53회)                   |                                                                    |        |
| 《성난 황소》                 | 셀마 스쿤메이커                                                    |        |
| 《광부의 딸》                 | 아서 슈밋                                                          |        |
| 《사랑은 선율을 타고》        | 데이비드 블루잇                                                    |        |
| 《엘리펀트 맨》               | 앤 V. 코츠                                                         |        |
| 《페임》                      | 제리 햄블링                                                        |        |
| 1981 (54회)                   |                                                                    |        |
| 《레이더스》                  | 마이클 칸                                                          |        |
| 《불의 전차》                 | 테리 롤링스                                                        |        |
| 《프랑스 중위의 여자》        | 존 블룸                                                            |        |
| 《황금 연못》                 | 로버트 L. 울프 (posthumously)                                      |        |
| 《레즈》                      | 디디 앨런, 크레이그 매케이                                         |        |
| 1982 (55회)                   |                                                                    |        |
| 《간디》                      | 존 블룸                                                            |        |
| 《특전 유보트》               | 하네스 니켈                                                        |        |
| 《E.T.》                      | 캐럴 리틀턴                                                        |        |
| 《사관과 신사》               | 피터 지너                                                          |        |
| 《투씨》                      | 프레드릭 스타인캠프, 윌리엄 스타인캠프                             |        |
| 1983 (56회)                   |                                                                    |        |
| 《필사의 도전》               | 글렌 파, 리사 프룩트먼, 스티븐 A. 로터, 더글러스 스튜어트, 톰 롤프 |        |
| 《블루 썬더》                 | 프랭크 모리스, 에드워드 M. 에이브럼스                              |        |
| 《플래시댄스》                | 버드 S. 스미스, 월트 멀코너리                                      |        |
| 《실크우드》                  | 샘 오스틴                                                          |        |
| 《애정의 조건》               | 리처드 마크스                                                      |        |
| 1984 (57회)                   |                                                                    |        |
| 《킬링필드》                  | 짐 클라크                                                          |        |
| 《아마데우스》                | 네나 다네비치, 마이클 챈들러                                       |        |
| 《커튼 클럽》                 | 배리 맬킨, 로버트 Q. 러빗                                          |        |
| 《인도로 가는 길》            | 데이비드 린                                                        |        |
| 《로맨싱 스톤》               | 돈 캠번, 프랭크 모리스                                             |        |
| 1985 (58회)                   |                                                                    |        |
| 《위트니스》                  | 톰 노블                                                            |        |
| 《A Chorus Line》             | 존 블룸                                                            |        |
| 《아웃 오브 아프리카》        | 프레드릭 스타인캠프, 윌리엄 스타인캠프, 펨브로크 J. 헤링, 셸던 칸  |        |
| 《프리찌스 오너》             | 루디 페어, 카이아 페어                                             |        |
| 《폭주기관차》                | 헨리 리처드슨                                                      |        |
| 1986 (59회)                   |                                                                    |        |
| 《플래툰》                    | 클레어 심슨                                                        |        |
| 《에이리언 2》                | 레이 러브조이                                                      |        |
| 《한나와 그 자매들》          | 수전 E. 모스                                                       |        |
| 《미션》                      | 짐 클라크                                                          |        |
| 《탑 건》                     | 빌리 웨버, 크리스 레번즌                                           |        |
| 1987 (60회)                   |                                                                    |        |
| 《마지막 황제》               | 가브리엘라 크리스티아니                                            |        |
| 《브로드캐스트 뉴스》         | 리처드 마크스                                                      |        |
| 《태양의 제국》               | 마이클 칸                                                          |        |
| 《위험한 정사》               | 마이클 칸, 피터 E. 버거                                            |        |
| 《로보캅》                    | Frank J. Urioste                                                   |        |
| 1988 (61회)                   |                                                                    |        |
| 《누가 로저 래빗을 모함했다》 | 아서 슈밋                                                          |        |
| 《다이 하드》                 | Frank J. Urioste, 존 F. 링크                                       |        |
| 《정글 속의 고릴라》          | 스튜어트 베어드                                                    |        |
| 《미시시피 버닝》             | 제리 햄블링                                                        |        |
| 《레인 맨》                   | 스튜 린더                                                          |        |
| 1989 (62회)                   |                                                                    |        |
| 《7월 4일생》                 | 데이비드 브레너, 조 허칭                                           |        |
| 《베어》                      | 노엘 부아송                                                        |        |
| 《드라이빙 미스 데이지》      | 마크 워너                                                          |        |
| 《사랑의 행로》               | 윌리엄 스타인캠프                                                  |        |
| 《영광의 깃발》               | 스티븐 로젠블룸                                                    |        |

### 1990년대
| 연도                        | 작품                                                                       | 편집자 |
| --------------------------- | -------------------------------------------------------------------------- | ------ |
| 1990 (63회)                 |                                                                            |        |
| 《늑대와 춤을》             | 닐 트래비스                                                                |        |
| 《사랑과 영혼》             | 월터 머치                                                                  |        |
| 《대부 3》                  | 배리 맬킨, 리사 프룩트먼, 월터 머치                                        |        |
| 《좋은 친구들》             | 셀마 스쿤메이커                                                            |        |
| 《붉은 10월》               | 데니스 버클러, 존 라이트                                                   |        |
| 1991 (64회)                 |                                                                            |        |
| 《JFK》                     | 조 허칭, 피에트로 스칼리아                                                 |        |
| 《커미트먼트》              | 제리 햄블링                                                                |        |
| 《양들의 침묵》             | 크레이그 매케이                                                            |        |
| 《터미네이터 2: 심판의 날》 | 콘래드 버프, 마크 골드블랫, 리처드 A. 해리스                               |        |
| 《델마와 루이스》           | 톰 노블                                                                    |        |
| 1992 (65회)                 |                                                                            |        |
| 《용서받지 못한 자》        | 조엘 콕스                                                                  |        |
| 《원초적 본능》             | Frank J. Urioste                                                           |        |
| 《크라잉 게임》             | 칸트 판                                                                    |        |
| 《어 퓨 굿 맨》             | 로버트 레이턴                                                              |        |
| 《플레이어》                | 제럴딘 페로니                                                              |        |
| 1993 (66회)                 |                                                                            |        |
| 《쉰들러 리스트》           | 마이클 칸                                                                  |        |
| 《도망자》                  | 데니스 버클러, 데이비드 핀퍼, 딘 굿힐, Don Brochu, 리처드 노드, Dov Hoenig |        |
| 《사선에서》                | 앤 V. 코츠                                                                 |        |
| 《아버지의 이름으로》       | 제리 햄블링                                                                |        |
| 《피아노》                  | 베로니카 제닛                                                              |        |
| 1994 (67회)                 |                                                                            |        |
| 《포레스트 검프》           | 아서 슈밋                                                                  |        |
| 《후프 드림스》             | 프레더릭 마크스, 스티브 제임스, 윌리엄 하우그지                            |        |
| 《펄프 픽션》               | 샐리 멩키                                                                  |        |
| 《쇼생크 탈출》             | 리처드 프랜시스브루스                                                      |        |
| 《스피드》                  | 존 라이트                                                                  |        |
| 1995 (68회)                 |                                                                            |        |
| 《아폴로 13》               | 마이크 힐, 대니얼 P. 핸리                                                  |        |
| 《꼬마 돼지 베이브》        | 마커스 다시, 제이 프리드킨                                                 |        |
| 《브레이브하트》            | 스티븐 로젠블룸                                                            |        |
| 《크림슨 타이드》           | 크리스 레번즌                                                              |        |
| 《세븐》                    | 리처드 프랜시스브루스                                                      |        |
| 1996 (69회)                 |                                                                            |        |
| 《잉글리쉬 페이션트》       | 월터 머치                                                                  |        |
| 《에비타》                  | 제리 햄블링                                                                |        |
| 《파고》                    | 로더릭 제인스                                                              |        |
| 《제리 맥과이어》           | 조 허칭                                                                    |        |
| 《샤인》                    | 핍 카멜                                                                    |        |
| 1997 (70회)                 |                                                                            |        |
| 《타이타닉》                | 콘래드 버프, 제임스 캐머런, 리처드 A. 해리스                               |        |
| 《에어 포스 원》            | 리처드 프랜시스브루스                                                      |        |
| 《이보다 더 좋을 순 없다》  | 리처드 마크스                                                              |        |
| 《굿윌헌팅》                | 피에트로 스칼리아                                                          |        |
| 《LA 컨피덴셜》             | 피터 호니스                                                                |        |
| 1998 (71회)                 |                                                                            |        |
| 《라이언 일병 구하기》      | 마이클 칸                                                                  |        |
| 《인생은 아름다워》         | 시모나 파지                                                                |        |
| 《표적》                    | 앤 V. 코츠                                                                 |        |
| 《셰익스피어 인 러브》      | 데이비드 갬블                                                              |        |
| 《씬 레드 라인》            | 빌리 웨버, 레슬리 존스, Saar Klein                                         |        |
| 1999 (72회)                 |                                                                            |        |
| 《매트릭스》                | 잭 스테인버그                                                              |        |
| 《아메리칸 뷰티》           | 타리끄 안와르, 크리스토퍼 그린베리                                         |        |
| 《사이더 하우스》           | 리사 지노 처긴                                                             |        |
| 《인사이더》                | 윌리엄 골든버그, 폴 루벨, 데이비드 로젠블룸                                |        |
| 《식스 센스》               | Andrew Mondshein                                                           |        |

### 2000년대
| 연도                                  | 작품                                              | 편집자 |
| ------------------------------------- | ------------------------------------------------- | ------ |
| 2000 (73회)                           |                                                   |        |
| 《트래픽》                            | 스티븐 미리오니                                   |        |
| 《올모스트 페이머스》                 | 조 허칭, Saar Klein                               |        |
| 《와호장룡》                          | 팀 스콰이어스                                     |        |
| 《글래디에이터》                      | 피에트로 스칼리아                                 |        |
| 《원더 보이스》                       | 디디 앨런                                         |        |
| 2001 (74회)                           |                                                   |        |
| 《블랙 호크 다운》                    | 피에트로 스칼리아                                 |        |
| 《뷰티풀 마인드》                     | 마이크 힐, 대니얼 P. 핸리                         |        |
| 《반지의 제왕: 반지 원정대》          | 존 길버트                                         |        |
| 《메멘토》                            | 도디 돈                                           |        |
| 《물랑 루즈》                         | 질 빌콕                                           |        |
| 2002 (75회)                           |                                                   |        |
| 《시카고》                            | 마틴 월시                                         |        |
| 《갱스 오브 뉴욕》                    | 셀마 스쿤메이커                                   |        |
| 《디 아워스》                         | 피터 보일                                         |        |
| 《반지의 제왕: 두 개의 탑》           | 마이클 호턴                                       |        |
| 《피아니스트》                        | 에르베 드뤼즈                                     |        |
| 2003 (76회)                           |                                                   |        |
| 《반지의 제왕: 왕의 귀환》            | 제이미 셀커크                                     |        |
| 《시티 오브 갓》                      | 다니에우 헤젠지                                   |        |
| 《콜드 마운틴》                       | 월터 머치                                         |        |
| 《마스터 앤드 커맨더: 위대한 정복자》 | 리 스미스                                         |        |
| 《씨비스킷》                          | 윌리엄 골든버그                                   |        |
| 2004 (77회)                           |                                                   |        |
| 《에비에이터》                        | 셀마 스쿤메이커                                   |        |
| 《콜래트럴》                          | 짐 밀러, 폴 루벨                                  |        |
| 《네버랜드를 찾아서》                 | 맷 체세이                                         |        |
| 《밀리언 달러 베이비》                | 조엘 콕스                                         |        |
| 《레이》                              | 폴 허시                                           |        |
| 2005 (78회)                           |                                                   |        |
| 《크래쉬》                            | 휴스 윈본                                         |        |
| 《신데렐라 맨》                       | 마이크 힐, 댄 핸리                                |        |
| 《콘스탄트 가드너》                   | 클레어 심슨                                       |        |
| 《뮌헨》                              | 마이클 칸                                         |        |
| 《앙코르》                            | 마이클 매커스커                                   |        |
| 2006 (79회)                           |                                                   |        |
| 《디파티드》                          | 셀마 스쿤메이커                                   |        |
| 《바벨》                              | 더글러스 크라이스, 스티븐 미리오니                |        |
| 《블러드 다이아몬드》                 | 스티븐 로젠블룸                                   |        |
| 《칠드런 오브 맨》                    | 알폰소 쿠아론, 알렉스 로드리게스                  |        |
| 《플라이트 93》                       | 클레어 더글러스, 리처드 피어슨, 크리스토퍼 라우스 |        |
| 2007 (80회)                           |                                                   |        |
| 《본 얼티메이텀》                     | 크리스토퍼 라우스                                 |        |
| 《잠수종과 나비》                     | 줄리엣 웰플링                                     |        |
| 《인투 더 와일드》                    | 제이 캐시디                                       |        |
| 《노인을 위한 나라는 없다》           | 로더릭 제인스                                     |        |
| 《데어 윌 비 블러드》                 | 딜런 티치너                                       |        |
| 2008 (81회)                           |                                                   |        |
| 《슬럼독 밀리어네어》                 | 크리스 디킨스                                     |        |
| 《벤자민 버튼의 시간은 거꾸로 간다》  | 커크 백스터, 앵거스 월                            |        |
| 《다크 나이트》                       | 리 스미스                                         |        |
| 《프로스트/닉슨》                     | 마이크 힐, 댄 핸리                                |        |
| 《밀크》                              | 엘리엇 그레이엄                                   |        |
| 2009 (82회)                           |                                                   |        |
| 《허트 로커》                         | 크리스 이니스, Bob Murawski                       |        |
| 《아바타》                            | 제임스 캐머런, John Refoua, 스티븐 E. 리브킨      |        |
| 《디스트릭트 9》                      | 줄리언 클라크                                     |        |
| 《바스터즈: 거친 녀석들》             | 샐리 멩키                                         |        |
| 《프레셔스》                          | 조 클로츠                                         |        |

### 2010년대
| 연도                                | 작품                                            | 편집자 |
| ----------------------------------- | ----------------------------------------------- | ------ |
| 2010 (83회)                         |                                                 |        |
| 《소셜 네트워크》                   | 커크 백스터, 앵거스 월                          |        |
| 《127시간》                         | 존 해리스                                       |        |
| 《블랙 스완》                       | 앤드루 와이스블룸                               |        |
| 《파이터》                          | 패멀라 마틴                                     |        |
| 《킹스 스피치》                     | 타리끄 안와르                                   |        |
| 2011 (84회)                         |                                                 |        |
| 《밀레니엄 : 여자를 증오한 남자들》 | 커크 백스터, 앵거스 월                          |        |
| 《아티스트》                        | 안소피 비옹, 미셸 하자나비시우스                |        |
| 《디센던트》                        | 케빈 텐트                                       |        |
| 《휴고》                            | 셀마 스쿤메이커                                 |        |
| 《머니볼》                          | 크리스토퍼 텔레프슨                             |        |
| 2012 (85회)                         |                                                 |        |
| 《아르고》                          | 윌리엄 골든버그                                 |        |
| 《라이프 오브 파이》                | 팀 스콰이어스                                   |        |
| 《링컨》                            | 마이클 칸                                       |        |
| 《실버라이닝 플레이북》             | 제이 캐시디, 크리스핀 스트러더스                |        |
| 《제로 다크 서티》                  | 딜런 티치너, 윌리엄 골든버그                    |        |
| 2013 (86회)                         |                                                 |        |
| 《그래비티》                        | 알폰소 쿠아론, 마크 생어                        |        |
| 《노예 12년》                       | 조 워커                                         |        |
| 《아메리칸 허슬》                   | 제이 캐시디, 크리스핀 스트러더스, 앨런 바움가튼 |        |
| 《캡틴 필립스》                     | 크리스토퍼 라우스                               |        |
| 《달라스 바이어스 클럽》            | 존 맥 맥머피, 마틴 펜사                         |        |
| 2014 (87회)                         |                                                 |        |
| 《위플래쉬》                        | 톰 크로스                                       |        |
| 《아메리칸 스나이퍼》               | 조엘 콕스, 게리 D. 로치                         |        |
| 《보이후드》                        | 샌드라 어데어                                   |        |
| 《그랜드 부다페스트 호텔》          | 바니 필링                                       |        |
| 《이미테이션 게임》                 | 윌리엄 골든버그                                 |        |
| 2015 (88회)                         |                                                 |        |
| 《매드 맥스: 분노의 도로》          | 마거릿 식설                                     |        |
| 《빅쇼트》                          | 행크 코윈                                       |        |
| 《레버넌트: 죽음에서 돌아온 자》    | 스티븐 미리오니                                 |        |
| 《스포트라이트》                    | 톰 매카들                                       |        |
| 《스타워즈: 깨어난 포스》           | 메리앤 브랜던, 메리 조 마키                     |        |
| 2016 (89회)                         |                                                 |        |
| 《핵소 고지》                       | 존 길버트                                       |        |
| 《컨택트》                          | 조 워커                                         |        |
| 《로스트 인 더스트》                | 제이크 로버츠                                   |        |
| 《라라랜드》                        | 톰 크로스                                       |        |
| 《문라이트》                        | 냇 샌더스, 조이 맥밀런                          |        |
| 2017 (90회)                         |                                                 |        |
| 《덩케르크》                        | 리 스미스                                       |        |
| 《베이비 드라이버》                 | 폴 매클리스, 조너선 에이머스                    |        |
| 《아이, 토냐》                      | 타티아나 S. 리걸                                |        |
| 《셰이프 오브 워터: 사랑의 모양》   | 시드니 월린스키                                 |        |
| 《쓰리 빌보드》                     | 존 그레고리                                     |        |
| 2018 (91회)                         |                                                 |        |
| 《보헤미안 랩소디》                 | 존 오트먼                                       |        |
| 《블랙클랜스맨》                    | 배리 알렉산더 브라운                            |        |
| 《더 페이버릿: 여왕의 여자》        | 요르고스 마브롭사리디스                         |        |
| 《그린 북》                         | 패트릭 J. 돈 비토                               |        |
| 《바이스》                          | 행크 코윈                                       |        |
| 2019 (92회)                         |                                                 |        |
| 《포드 V 페라리》                   | 앤드루 버클런드, 마이클 매커스커                |        |
| 《아이리시맨》                      | 셀마 스쿤메이커                                 |        |
| 《조조 래빗》                       | 톰 이글스                                       |        |
| 《조커》                            | 제프 그로스                                     |        |
| 《기생충》                          | 양진모                                          |        |

### 2020년대
| 연도                               | 작품                             | 편집자 |
| ---------------------------------- | -------------------------------- | ------ |
| 2020/21 (93회)                     |                                  |        |
| 《사운드 오브 메탈》               | 미켈 E.G. 니엘슨                 |        |
| 《더 파더》                        | 요르고스 람프리노스              |        |
| 《노매드랜드》                     | 클로이 자오                      |        |
| 《프라미싱 영 우먼》               | 프레데릭 토라발                  |        |
| 《트라이얼 오브 더 시카고 7》      | 앨런 바움가튼                    |        |
| 2021년 (94회)                      |                                  |        |
| 《듄》                             | 조 워커                          |        |
| 《돈 룩 업》                       | 행크 코윈                        |        |
| 《킹 리차드》                      | 패멀라 마틴                      |        |
| 《파워 오브 도그》                 | 피터 시베라스                    |        |
| 《틱, 틱... 붐!》                  | 마이런 커스틴, 앤드루 와이스블룸 |        |
| 2022년 (95회)                      |                                  |        |
| 《에브리씽 에브리웨어 올 앳 원스》 | 폴 로저스                        |        |
| 《이니셰린의 밴시》                | 미켈 E. G. 니엘슨                |        |
| 《엘비스》                         | 맷 빌라, 조너선 레드먼드         |        |
| 《타르》                           | 모니카 윌리                      |        |
| 《탑건: 매버릭》                   | 에디 해밀턴                      |        |
| 2023년 (96회)                      |                                  |        |
| 《오펜하이머》                     | 제니퍼 레임                      |        |
| 《추락의 해부》                    | 로랑 세네샬                      |        |
| 《바튼 아카데미》                  | 케빈 텐트                        |        |
| 《플라워 킬링 문》                 | 셀마 스쿤메이커                  |        |
| 《가여운 것들》                    | 요르고스 마브로프사리디스        |        |